# Para-hockey sur glace aux Jeux paralympiques de 2022
Navigation
Pyeongchang 2018 Milan-Cortina 2026
Les épreuves de hockey sur luge aux Jeux paralympiques d'hiver de 2022 se tiennent du 5 au 13 mars 2022 au palais national omnisports à Pékin (Chine).

## Qualifications
| Compétition                                  | Date            | Lieu      | Places | Qualifiés                                   |
| -------------------------------------------- | --------------- | --------- | ------ | ------------------------------------------- |
| Pays hôte                                    | Pays hôte       | Pays hôte | 1      | Chine                                       |
| Championnat du monde de hockey sur luge 2021 | 19–26 juin 2021 | Ostrava   | 5      | Canada États-Unis RPC Corée du Sud Tchéquie |
| Tournoi de qualification paralympique        | oct./nov. 2021  |           | 2      | Italie Slovaquie                            |

Le TQO sera disputé par les équipes classées 6, 7 et 8 du tournoi A des championnats du monde 2021 (Norvège, Italie, Slovaquie)  et les trois équipes les mieux classées du tournoi B qui se tiendra à Östersund du 17 au 22 septembre 2021.
Le 3 mars 2022, l'IPC décide d'exclure les russes de la compétition.

## Spécificités
Le hockey sur luge concerne les athlètes handicapés de la partie inférieure du corps. Il n'y a pas de catégorisation précise.
Les équipes peuvent être mixtes sans que ce soit une obligation. Elles sont composées de 17 joueurs si aucune femme n'est présente dans l'effectif, ou de 18 si au moins une femme en fait partie.
Pour ce tournoi, une seule hockeyeuse est présente, à savoir dans Yu Jing dans l'équipe de Chine.

## Médaillés
| Or | Argent | Bronze |
| États-Unis Ralph DeQuebec Travis Dodson David Eustace Declan Farmer Noah Grove Malik Jones Griffin LaMarre Jen Lee Kevin McKee Josh Misiewicz Evan Nichols Josh Pauls Rico Roman Brody Roybal Jack Wallace Joseph Woodke Kyle Zych | Canada Rob Armstrong Billy Bridges Rod Crane Ben Delaney Adam Dixon James Dunn Tyrone Henry Liam Hickey Anton Jacobs-Webb Adam Kingsmill Dominic Larocque Zach Lavin Antoine Lehoux Tyler McGregor Garrett Riley Branden Sison Greg Westlake | Chine Bai Xuesong Che Hang Cui Yutao Hu Guangjian Ji Yanzhao Li Hongguan Lyu Zhi Qiu Dianpeng Shen Yifeng Song Xiaodong Tian Jintao Wang Jujiang Wang Wei Wang Zhidong Xu Jinqiang Yu Jing Zhang Zheng Zhu Zhanfu |

## Calendrier
|  | Jour de compétition | F | Finale |

| Évènements                           | Calendrier | Calendrier | Calendrier | Calendrier | Calendrier | Calendrier | Calendrier | Calendrier | Calendrier | Calendrier |
| Évènements                           | 4          | 5          | 6          | 7          | 8          | 9          | 10         | 11         | 12         | 13         |
| Évènements                           | Mars 2022  |            |            |            |            |            |            |            |            |            |
| Cérémonies d'ouverture et de clôture | •          |            |            |            |            |            |            |            |            | •          |
|                                      |            |            |            |            |            |            |            |            |            |            |
| Hockey sur luge                      |            |            |            |            |            |            | *          |            |            | F          |
|                                      |            |            |            |            |            |            |            |            |            |            |

## Officiels
| Arbitres | Juges de ligne |
| -------- | -------------- |
|          | \| \| \|       |
|          |                |

## Résultats

### Tour préliminaire

#### Groupe A
| Clt   | Équipe       | PJ | V | VP | D | DP | BP | BC | Diff | Pts |
| ----- | ------------ | -- | - | -- | - | -- | -- | -- | ---- | --- |
| +001, | États-Unis   | 2  | 2 | 0  | 0 | 0  | 14 | 1  | +13  | 6   |
| +002, | Canada       | 2  | 1 | 0  | 0 | 1  | 6  | 5  | +1   | 3   |
| +003, | Corée du Sud | 2  | 0 | 0  | 0 | 2  | 1  | 15 | −14  | 0   |

- Qualifiés pour les demi-finales
- Qualifiés pour les quarts de finale

#### Groupe B
| Clt   | Équipe    | PJ | V | VP | D | DP | BP | BC | Diff | Pts |
| ----- | --------- | -- | - | -- | - | -- | -- | -- | ---- | --- |
| +001, | Chine     | 3  | 3 | 0  | 0 | 0  | 18 | 2  | +16  | 9   |
| +002, | Tchéquie  | 3  | 2 | 0  | 0 | 1  | 10 | 5  | +5   | 6   |
| +003, | Italie    | 3  | 0 | 1  | 0 | 2  | 2  | 12 | −10  | 2   |
| +004, | Slovaquie | 3  | 0 | 0  | 1 | 2  | 1  | 12 | −11  | 1   |

- Qualifiés pour les quarts de finale
- Match pour la 7e place

### Phase finale

#### Tableau
|  | Quarts de finale                    | Quarts de finale                    |                                     |                                     | Demi-finales                        | Demi-finales                        |  |  | Finale                              | Finale                              |
|  | Quarts de finale                    | Quarts de finale                    |                                     |                                     | Demi-finales                        | Demi-finales                        |  |  | Finale                              | Finale                              |
|  |                                     |                                     |                                     |                                     |                                     |                                     |  |  |                                     |                                     |
|  | 9 mars, Palais national omnisports  | 9 mars, Palais national omnisports  |                                     |                                     | 11 mars, Palais national omnisports | 11 mars, Palais national omnisports |  |  | 13 mars, Palais national omnisports | 13 mars, Palais national omnisports |
|  | 9 mars, Palais national omnisports  | 9 mars, Palais national omnisports  |                                     |                                     | 11 mars, Palais national omnisports | 11 mars, Palais national omnisports |  |  | 13 mars, Palais national omnisports | 13 mars, Palais national omnisports |
|  | 9 mars, Palais national omnisports  | 9 mars, Palais national omnisports  | Canada                              | 11                                  |                                     |                                     |  |  | 13 mars, Palais national omnisports | 13 mars, Palais national omnisports |
|  | Corée du Sud                        | 4                                   | Canada                              | 11                                  |                                     |                                     |  |  | 13 mars, Palais national omnisports | 13 mars, Palais national omnisports |
|  | Corée du Sud                        | 4                                   | Corée du Sud                        | 0                                   |                                     |                                     |  |  | 13 mars, Palais national omnisports | 13 mars, Palais national omnisports |
|  | Italie                              | 0                                   | Corée du Sud                        | 0                                   |                                     |                                     |  |  | 13 mars, Palais national omnisports | 13 mars, Palais national omnisports |
|  | Italie                              | 0                                   | 11 mars, Palais national omnisports | 11 mars, Palais national omnisports | Canada                              |                                     |  |  |                                     |                                     |
|  | 9 mars, Palais national omnisports  |                                     | 11 mars, Palais national omnisports | 11 mars, Palais national omnisports | Canada                              |                                     |  |  |                                     |                                     |
|  |                                     | États-Unis                          | 11 mars, Palais national omnisports | 11 mars, Palais national omnisports |                                     |                                     |  |  |                                     |                                     |
|  | Chine                               | 4                                   | 11 mars, Palais national omnisports | 11 mars, Palais national omnisports |                                     |                                     |  |  |                                     |                                     |
|  | Chine                               | 4                                   | Chine                               | 0                                   |                                     |                                     |  |  |                                     |                                     |
|  | Tchéquie                            | 3                                   | Chine                               | 0                                   |                                     |                                     |  |  |                                     |                                     |
|  | Tchéquie                            | 3                                   | États-Unis                          | 11                                  |                                     |                                     |  |  |                                     |                                     |
|  |                                     |                                     | États-Unis                          | 11                                  | Match pour la 3e place              |                                     |  |  |                                     |                                     |
|  | Match pour la 5e place              |                                     |                                     |                                     |                                     |                                     |  |  |                                     |                                     |
|  | 11 mars, Palais national omnisports | 11 mars, Palais national omnisports | 12 mars, Palais national omnisports | 12 mars, Palais national omnisports |                                     |                                     |  |  |                                     |                                     |
|  | 11 mars, Palais national omnisports | 11 mars, Palais national omnisports | 12 mars, Palais national omnisports | 12 mars, Palais national omnisports |                                     |                                     |  |  |                                     |                                     |
|  | Italie                              | 3                                   | Corée du Sud                        |                                     |                                     |                                     |  |  |                                     |                                     |
|  | Italie                              | 3                                   | Corée du Sud                        |                                     |                                     |                                     |  |  |                                     |                                     |
|  | Tchéquie                            | 4                                   | Chine                               |                                     |                                     |                                     |  |  |                                     |                                     |
|  | Tchéquie                            | 4                                   | Chine                               |                                     |                                     |                                     |  |  |                                     |                                     |

#### Détails des rencontres

##### Quarts de finale
| 9 mars | Corée du Sud | 4-0 (1-0, 1-0, 2-0) | Italie |  |

| Feuille de match | Feuille de match                                       | Feuille de match | Feuille de match | Feuille de match |
| ---------------- | ------------------------------------------------------ | ---------------- | ---------------- | ---------------- |
|                  | Jang D.(03:30, 42:38) - Jung (25:53) - Lee Jo. (30:25) |                  |                  | Juges de ligne : |
| Choi Hyuk-jun    | Gardiens                                               | Gabriele Araudo  |                  | Juges de ligne : |
|                  |                                                        |                  |                  | Juges de ligne : |
|                  |                                                        |                  |                  | Juges de ligne : |

| 9 mars | Chine | 4-3 (1-1, 1-0, 2-2) | Tchéquie |  |

| Feuille de match | Feuille de match                                     | Feuille de match | Feuille de match                                | Feuille de match |
| ---------------- | ---------------------------------------------------- | ---------------- | ----------------------------------------------- | ---------------- |
|                  | Wang Z. (06:48, 43:09) - Tian (20:29) - Shen (30:29) |                  | Geier (08:06) – Hečko (32:41) – Novotný (39:01) | Juges de ligne : |
| Ji Yanzhao       | Gardiens                                             | Martin Kudela    |                                                 | Juges de ligne : |
|                  |                                                      |                  |                                                 | Juges de ligne : |
|                  |                                                      |                  |                                                 | Juges de ligne : |

##### Match de la cinquième place
| 11 mars | Tchéquie | 3-4 (0-0, 1-1, 2-2, 0-1, 1-0) | Italie |  |

##### Demi-finales
| 11 mars | Canada | 11-0 (3-0, 4-0, 4-0) | Corée du Sud |  |

| Feuille de match                | Feuille de match | Feuille de match            | Feuille de match | Feuille de match |
| ------------------------------- | --- | --------------------------- | ---------------- | ---------------- |
|                                 | Hickey (09:48) - Bridges (13:37, 15:45, 18:11) - McGregor (14:41, 19:26, 32:15, 44:18) - Westlake (19:57) - Riley (34:37) - Jacobs-Webb (37:37) |                             |                  | Juges de ligne : |
| Dominic Larocque Adam Kingsmill | Gardiens | Choi Hyuk-jun Lee Jae-woong |                  | Juges de ligne : |
|                                 | |                             |                  | Juges de ligne : |
|                                 | |                             |                  | Juges de ligne : |

| 11 mars | États-Unis | 11-0 (4-0, 5-0, 2-0) | Chine |  |

| Feuille de match | Feuille de match | Feuille de match | Feuille de match | Feuille de match |
| ---------------- | --- | ---------------- | ---------------- | ---------------- |
|                  | Roybal (05:23,05:55,14:05,31:57), Misiewicz (08:45,17:59), Farmer (19:47), Jones (22:31), Woodkea (27:40), Pauls (33:02) |                  |                  | Juges de ligne : |
|                  | |                  |                  | Juges de ligne : |
|                  | |                  |                  | Juges de ligne : |
|                  | |                  |                  | Juges de ligne : |

##### Match pour la troisième place
| 12 mars | Chine | 4-0 (1-0, 1-0, 2-0) | Corée du Sud |  |

| Feuille de match | Feuille de match                                  | Feuille de match      | Feuille de match | Feuille de match |
| ---------------- | ------------------------------------------------- | --------------------- | ---------------- | ---------------- |
|                  | Wang Z. (04:06), Shen (16:00, 44:48) / Li (43:15) | 1–0 / 2–0 / 3–0 / 4–0 |                  | Juges de ligne : |
| Ji Yanzhao       | Gardiens                                          | Lee Jae-woong         |                  | Juges de ligne : |
|                  |                                                   |                       |                  | Juges de ligne : |
|                  |                                                   |                       |                  | Juges de ligne : |

##### Finale
| 12 mars | États-Unis | 5-0 (2-0, 2-0, 1-0) | Canada |  |

| Feuille de match | Feuille de match                                            | Feuille de match            | Feuille de match | Feuille de match |
| ---------------- | ----------------------------------------------------------- | --------------------------- | ---------------- | ---------------- |
|                  | Farmer (09:08, 35:57), Roybal (09:33, 17:39), Pauls (22:51) | 1–0 / 2–0 / 3–0 / 4–0 / 5–0 |                  | Juges de ligne : |
| Jen Lee          | Gardiens                                                    | Dominic Larocque            |                  | Juges de ligne : |
|                  |                                                             |                             |                  | Juges de ligne : |
|                  |                                                             |                             |                  | Juges de ligne : |

## Classement final
| Place                                  | Équipe       |
| -------------------------------------- | ------------ |
| Médaille d'or, Jeux paralympiques      | États-Unis   |
| Médaille d'argent, Jeux paralympiques  | Canada       |
| Médaille de bronze, Jeux paralympiques | Chine        |
| 4                                      | Corée du Sud |
| 5                                      | Italie       |
| 6                                      | Tchéquie     |
| 7                                      | Slovaquie    |